# Amundsen-Gletscher
Der Amundsen-Gletscher ist ein etwa 130 km langer und bis zu 10 km breiter Gletscher in der antarktischen Ross Dependency. Er fließt vom zentralen Polarplateau südlich und westlich des Nilsen-Plateaus nach Norden durch das Königin-Maud-Gebirge und erreicht westlich der MacDonald-Nunatakker das Ross-Schelfeis im Bereich der Amundsen-Küste.
Der US-amerikanische Polarforscher Richard Evelyn Byrd entdeckte ihn bei seinem Südpolflug im November 1929 im Rahmen seiner ersten Antarktisexpedition (1928–1930). Auf Vorschlag von Laurence McKinley Gould (1896–1995), des leitenden Geologen bei dieser Forschungsreise, der im Dezember 1929 bei einer Schlittenexkursion bis zur Mündung des Gletschers vorgedrungen war, wurde der Gletscher nach dem norwegischen Polarforscher Roald Amundsen (1872–1928) benannt.  

## Weblinks

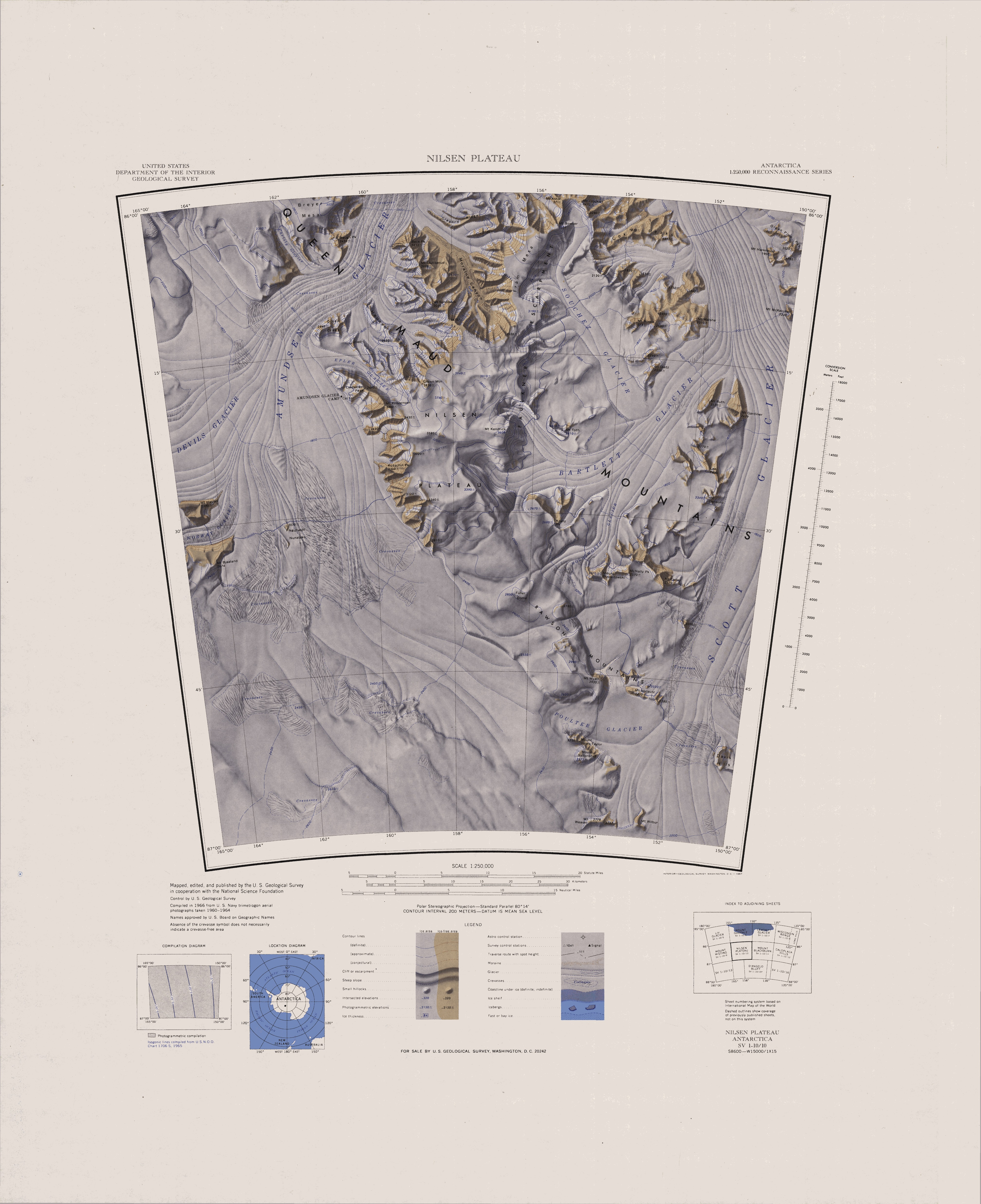
Kartenblatt Nilsen Plateau von 1966, Südteil des Amundsen-Gletschers in der westlichen Kartenhälfte